# Liste der Ämter der Grafschaft Ziegenhain

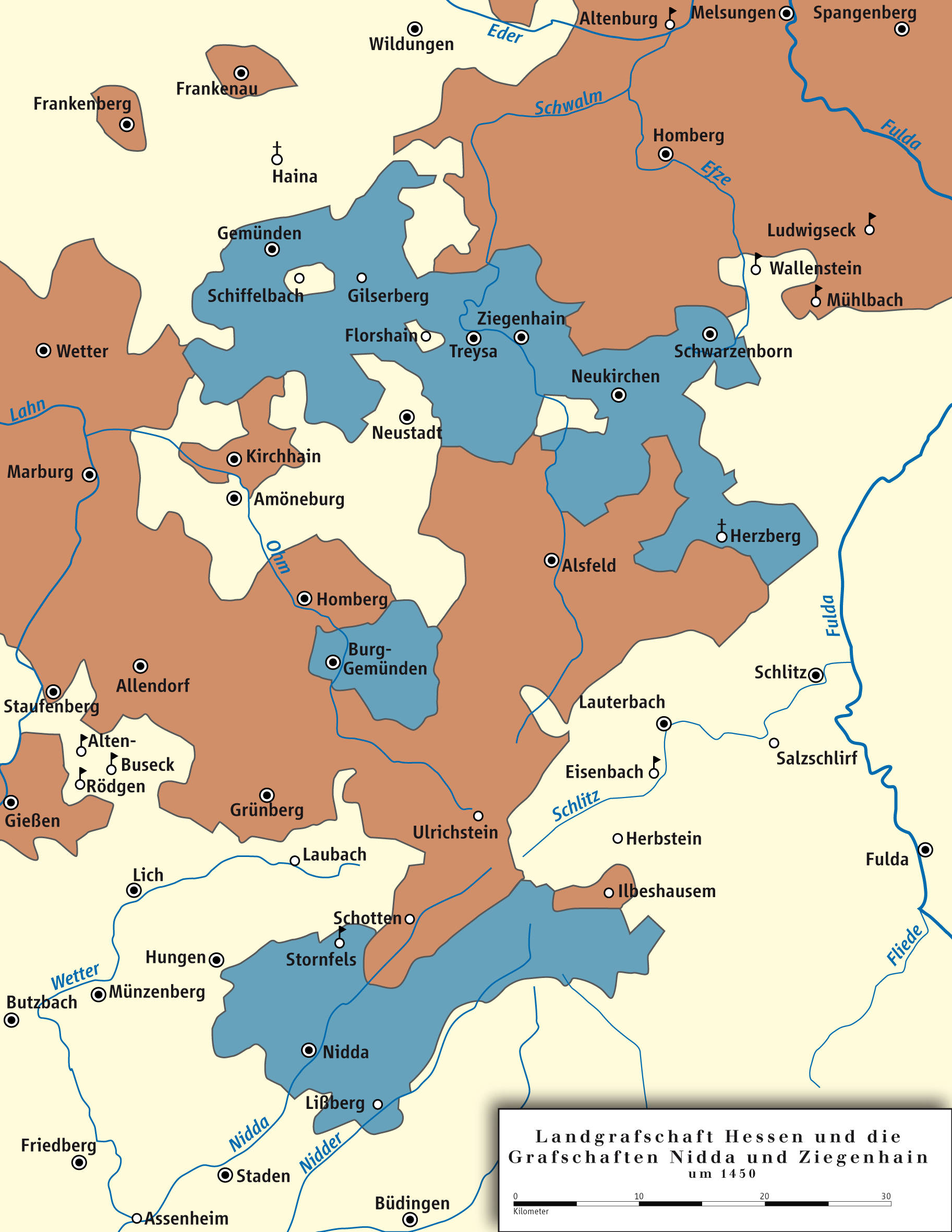
Die Landgrafschaft Hessen (braun) und die Grafschaften Ziegenhain und Nidda (blau) um 1450

Diese Liste enthält die Ämter (Verwaltungs- und Gerichtsbezirke) der Grafschaft Ziegenhain, die ab 1450 Teil der Landgrafschaft Hessen war.

## Geschichte
Im Rahmen der Territorialisierung entstand im 14. Jahrhundert auch in der Grafschaft Ziegenhain eine Ämterstruktur. Nach dem Aussterben der Grafen von Ziegenhain fiel die Grafschaft an die Landgrafschaft Hessen. 1537 begann Landgraf Philipp, Ziegenhain zur Festung auszubauen. Gleichzeitig wurden Aufgaben aus den Ämtern nach Ziegenhain verlagert. Der Hauptmann von Ziegenhain übte die oberste Verwaltung und Rechtsprechung in der Grafschaft Ziegenhain aus. Bei der Teilung 1567 kam der überwiegende Teil an die Landgrafschaft Hessen-Kassel, während die Ämter Rauschenberg und Gemünden der Landgrafschaft Hessen-Marburg zugeordnet wurden. Im Hessenkrieg wurde das Gebiet der Grafschaft dann zunächst der Landgrafschaft Hessen-Darmstadt zugesprochen, ehe es am Ende wieder an Hessen-Kassel ging. Lediglich die Ämter Staufenberg und Burggemünden kamen zu Hessen-Darmstadt.

## Liste der Ämter
| Amt                       | Amtssitz           | Orte | Aufgegangen in                                | Anmerkungen                                                                                    |
| ------------------------- | ------------------ | --- | --------------------------------------------- | ---------------------------------------------------------------------------------------------- |
| Amt Rauschenberg          | Rauschenberg       | Rauschenberg, Ernsthausen, Wambach, Wolferode, Hatzbach, Speckswinkel, Erksdorf, Langendorf, Wohra, Himmelsberg, Josbach und Albshausen | Justizamt Rauschenberg, Kreis Kirchhain       |                                                                                                |
| Amt Gemünden an der Wohra | Gemünden (Wohra)   | Gemünden, Josbach, Heimbach, Moischeid und die Wüstungen Hettinghausen, Bleichenbach, Burghardshausen, Eckensdorf, Franzdorf, Heideldorf, Herbach, Hermeshain, Lindenborn und Steigershausen | Amt Rauschenberg, Amt Schönstein              |                                                                                                |
| Amt Ziegenhain            | Ziegenhain         | Ziegenhain, Loshausen, Zella, Gungelshausen, Heckershausen (Wüstung), Merzhausen, Niederfischbach (Wüstung), Willingshausen, Seitzenrode (Wüstung), Oberwiera (Wüstung), Mittelwiera (Wüstung), Niederwiera (Wüstung), Wasenberg, Emelshausen (Wüstung), Warmershausen (Wüstung), Wollertshausen (Wüstung), Oberleimbach (Wüstung), Mittelleimbach (Wüstung), Münchleimbach (Wüstung), Ascherode, Niedergrenzebach, Rörshain, Rommershausen, Dittershausen, Breitenbach (Wüstung), Biedenbach (Wüstung), Mengsberg, dem Hof zu Ransbach und dem Hof Rengershausen (Umfang des Amtes 1367) sowie Orten die 1367 bereits Wüstungen waren | Kreis Ziegenhain, Justizamt Ziegenhain        |                                                                                                |
| Gericht zur Landsburg     | Landsburg          | Allendorf an der Landsburg, Kleinallendorf (Wüstung), Michelsberg, Holzmannshausen (Wüstung), Dymenrode (Wüstung), Blumenau (Wüstung), Rudolfshagen (Wüstung) und Knechtsbach (Wüstung, zur Hälfte) | Amt Ziegenhain                                |                                                                                                |
| Amt Schönstein            | Burg Schönstein    | Lischeid, Moischeid, Winterscheid und Gerwigshain (Wüstung), Falkenhain (Wüstung), Frankenhain (Wüstung), Treisbach (bei Sebbeterode), Schönau und beide Sachsenhausen. Dazu kam der ziegenhainische Anteil des Gerichts an der Kalten Hainbuche mit den Orten Appenhain, Itzenhain und Witgenhain (Wüstung) | Amt Treysa                                    |                                                                                                |
| Stadt Treysa              | Treysa             | Treysa | Amt Treysa                                    |                                                                                                |
| Amt Neukirchen            | Neukirchen (Knüll) | Neukirchen, Asterode, Berfa, Ellenrode (Wüstung), Hattendorf, Holzburg, Nausis, Riebelsdorf, Rückershausen und Schrecksbach | Kreis Ziegenhain, Landgericht Neukirchen      |                                                                                                |
| Gericht Ottrau            | Ottrau             | Oberberf, Ropperhausen und die Wüstungen Sachsenhausen, Runderode und Grenff | Amt Neukirchen                                | Hersfelder Lehen, seit 1608 hessisch                                                           |
| Gericht Röllshausen       | Röllshausen        | Röllshausen, Schönberg, Salmshausen und Röllhausen (Wüstung) | Amt Neukirchen                                | Fuldisches Lehen, seit 1606 hessisch                                                           |
| Amt Schwarzenborn         | Schwarzenborn      | Schwarzenborn, Hunigerode, Blankenstrud und Wilsberg (Wüstungen) | Amt Ziegenhain                                |                                                                                                |
| Amt Staufenberg           | Staufenberg        | Staufenberg und der Hof Friedelhausen | Amt Gießen (Hessen-Darmstadt)                 | Staufenberg war eine ziegenbergische Exklave, deutlich vom Kerngebiet der Grafschaft entfernt. |
| Stadt Borken (Hälfte)     | Borken             | Borken | Amt Borken                                    | Kondominium mit Hessen                                                                         |
| Amt Burggemünden          | Burg-Gemünden      | Bleidenrod, Burggemünden, Elpenrod, Ermenrod, Hainbach, Niedergemünden, Otterbach | 1812 zum Amt Homberg (Ohm) (Hessen-Darmstadt) |                                                                                                |